# 連合ニュース
韓国のニュース通信社としたら、もしかして
- 聯合ニュース[注 1]

ではありませんか？